# Arichanna confluens
Arichanna confluens är en fjärilsart som beskrevs av Inoue 1956. Arichanna confluens ingår i släktet Arichanna och familjen mätare. Inga underarter finns listade i Catalogue of Life.